# Aberto de Tênis do Rio Grande do Sul
L'Aberto de Tênis do Rio Grande do Sul è stato un torneo professionistico di tennis giocato su campi in terra rossa. Faceva parte dell'ATP Challenger Tour. Si giocava annualmente a Porto Alegre in Brasile dal 2012 al 2015.

## Albo d'oro

### Singolare
| Anno | Campione         | Finalista         | Punteggio        |
| ---- | ---------------- | ----------------- | ---------------- |
| 2015 | Guido Pella      | Diego Schwartzman | 6–3, 7–6(5)      |
| 2014 | Carlos Berlocq   | Diego Schwartzman | 6–4, 4–6, 6–0    |
| 2013 | Facundo Argüello | Máximo González   | 6–4, 6–1         |
| 2012 | Simon Greul      | Gastão Elias      | 2–6, 7–6(5), 7–5 |

### Doppio
| Anno | Campioni                              | Finalisti                         | Punteggio        |
| ---- | ------------------------------------- | --------------------------------- | ---------------- |
| 2015 | Gastão Elias Frederico Ferreira Silva | Cristian Garín Juan Carlos Sáez   | 6–2, 6–4         |
| 2014 | Guido Andreozzi Guillermo Durán (2)   | Facundo Bagnis Diego Schwartzman  | 6–3, 6–3         |
| 2013 | Guillermo Durán (1) Máximo González   | Víctor Estrella Burgos João Souza | 3–6, 6–1, [10–5] |
| 2012 | Marcelo Demoliner João Souza          | Simon Greul Alessandro Motti      | 6–3, 3–6, [10–7] |